# H. A. Moyer

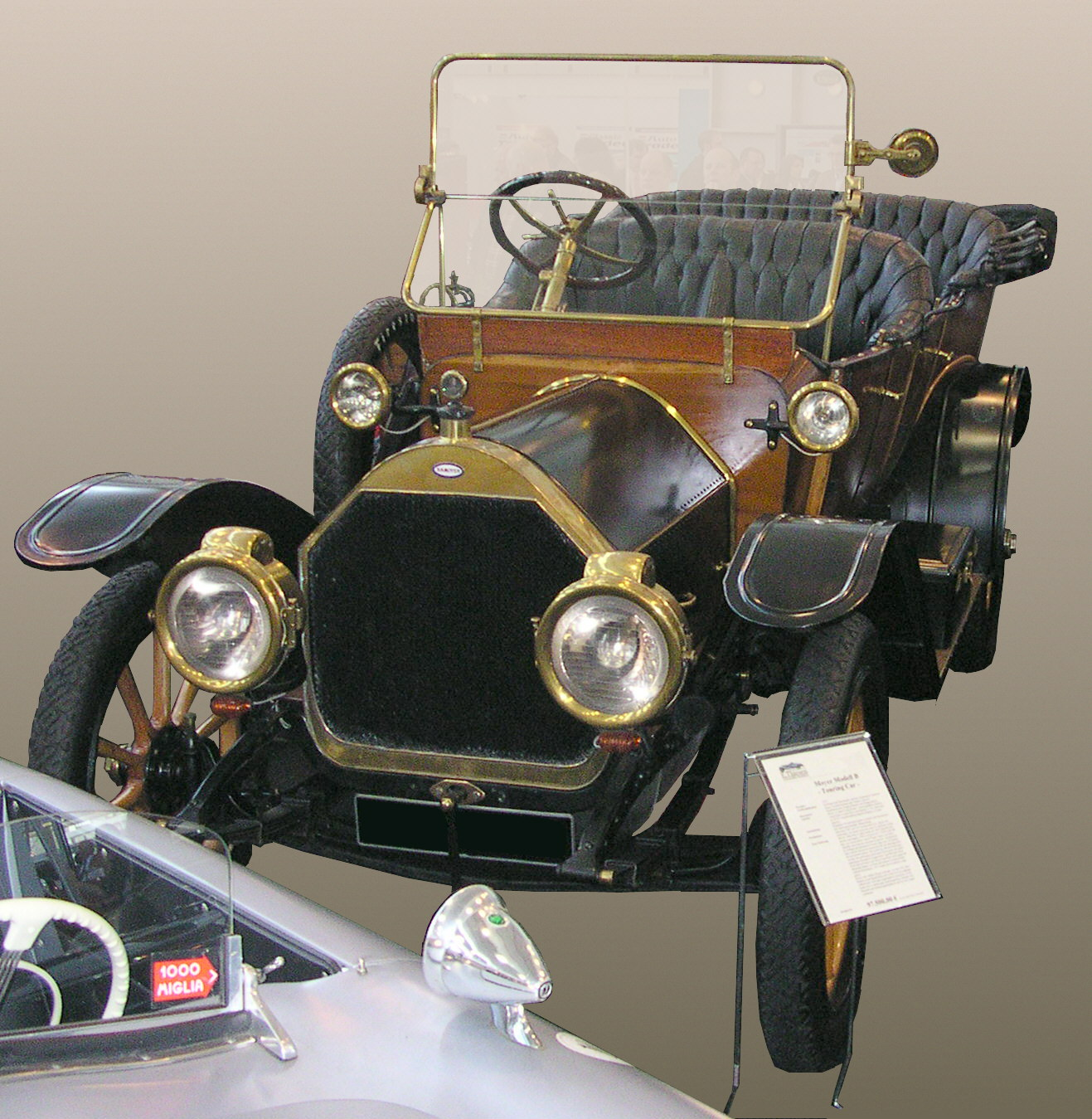
Moyer, angeblich ein Model B von 1913

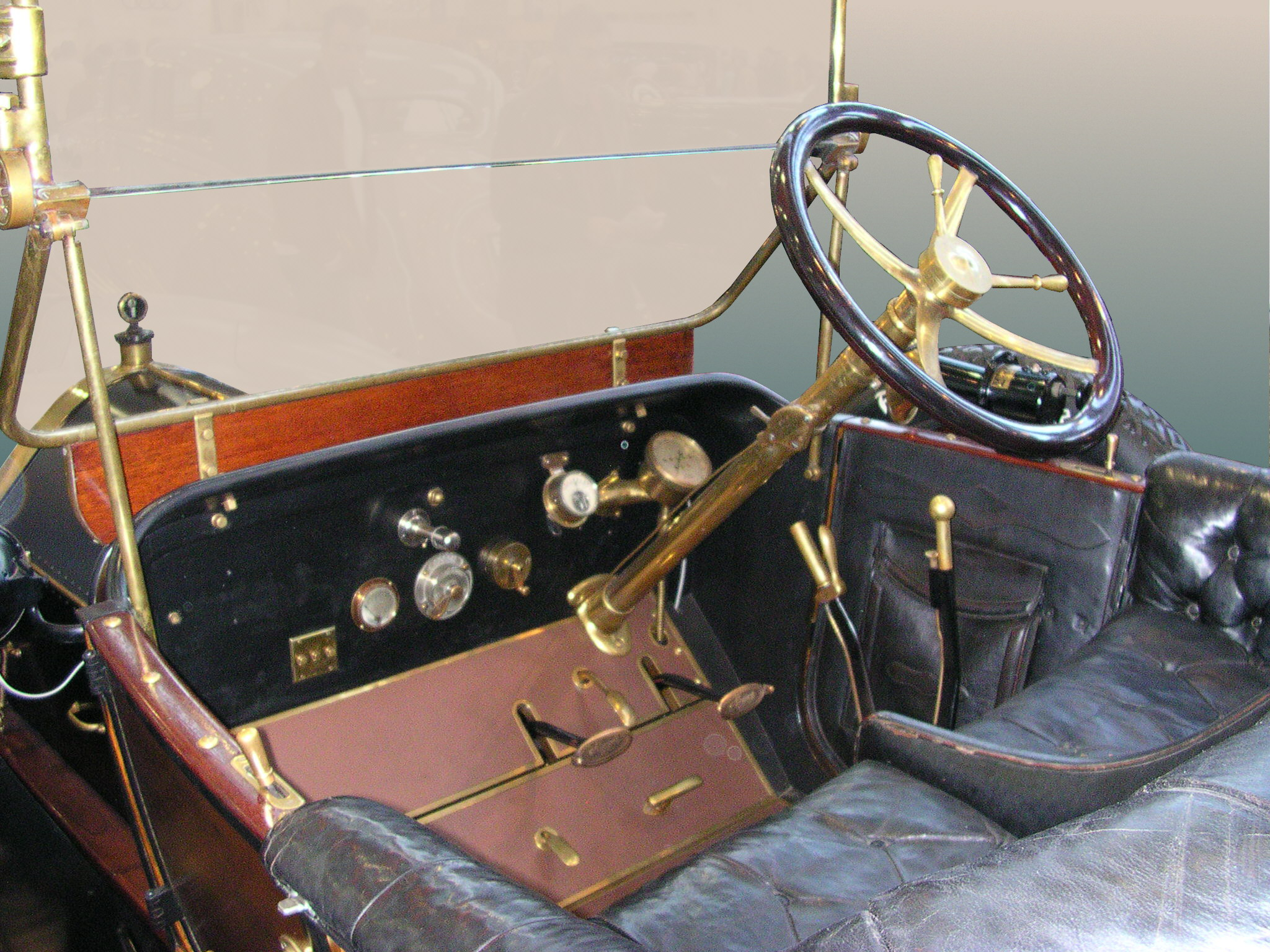
Blick auf die Bedienelemente

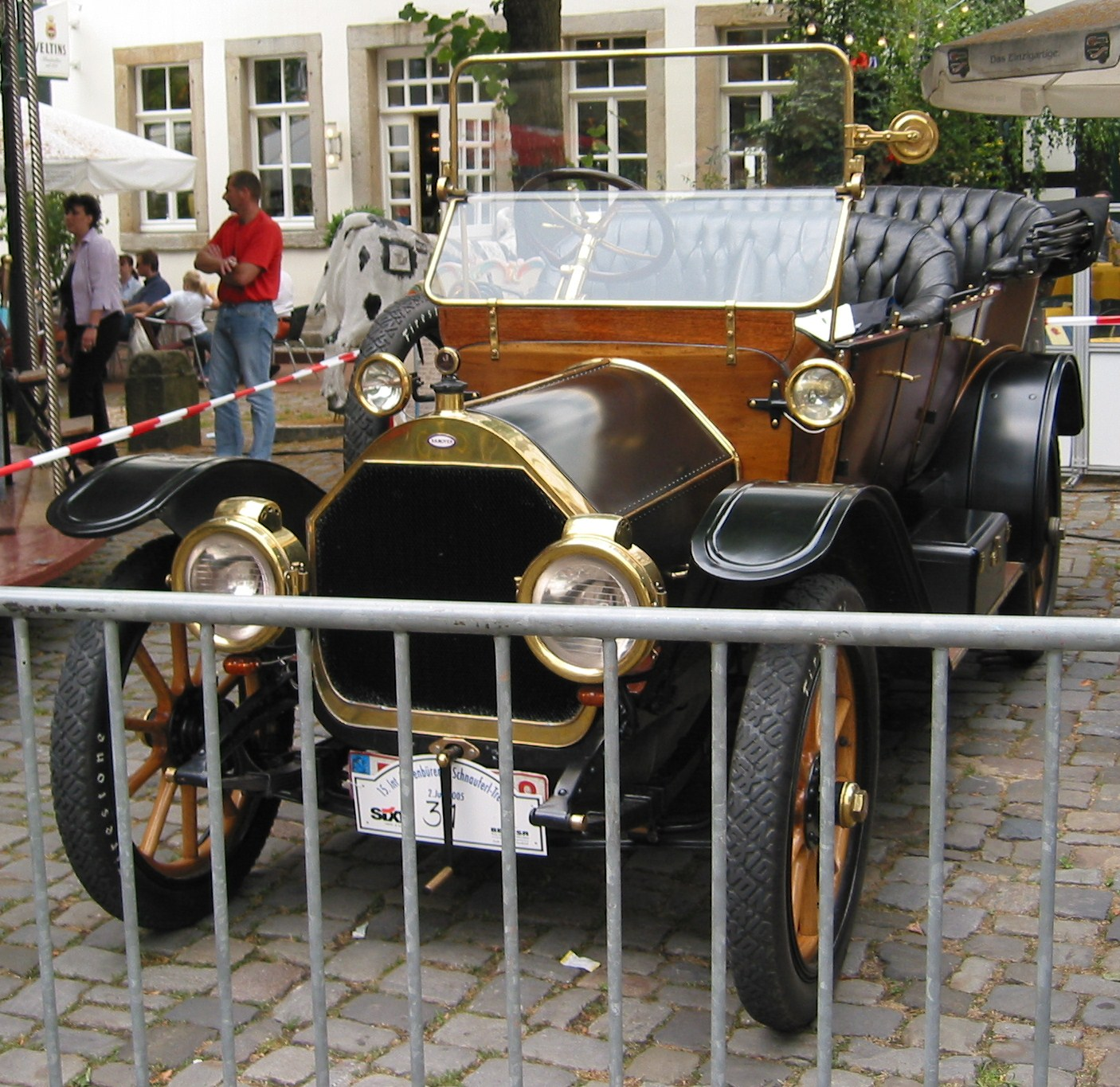
Moyer von 1913

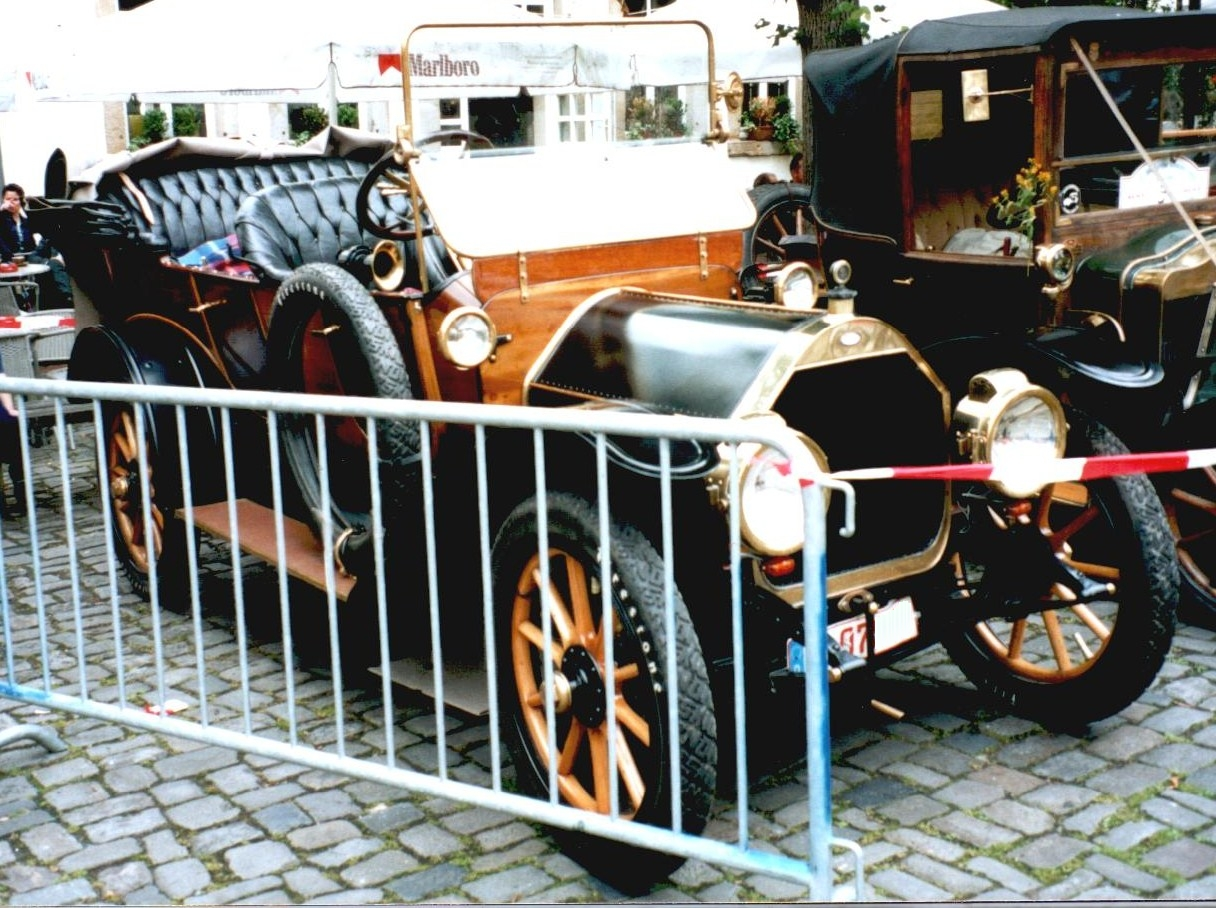
Andere Ansicht

H. A. Moyer war ein US-amerikanischer Hersteller von Automobilen.

## Unternehmensgeschichte
Harvey Allen Moyer stellte bereits seit Jahren Kutschen her. 1908 entwarf er einen Prototyp eines Automobils. Das Unternehmen hatte den Sitz in Syracuse im US-Bundesstaat New York. Im Sommer 1909 kündigte er die Serienproduktion an. Dem Anschein nach begann die Produktion von Automobilen erst 1911. Der Markenname lautete Moyer. 1915 endete die Produktion. Insgesamt entstanden etwa 400 Fahrzeuge.

## Fahrzeuge
1911 bestand das Sortiment aus zwei Modellen. Beiden hatten einen Vierzylindermotor, der mit 28,9 PS angegeben war. Das Fahrgestell hatte 295 cm Radstand. Model A war ein Runabout und Model B ein Tourenwagen.
1912 wurde der Tourenwagen beibehalten und der Runabout Model C genannt. Außerdem erschien das Model D. Sein Sechszylindermotor war mit 38,4 PS angegeben. Der Radstand betrug 307 cm. Auch er war als Tourenwagen karosseriert.
Von 1913 bis 1915 standen wieder zwei Modelle zur Verfügung. Model E hatte einen Vierzylindermotor mit 32 PS Leistung sowie 307 cm Radstand. Zur Wahl standen Tourenwagen und Runabout. Model G hatte einen Sechszylindermotor mit 49 PS. Der Radstand maß 343 cm und ermöglichte einen Aufbau als siebensitzigen Tourenwagen.
Pläne für ein kleineres Modell für 1916 wurden nicht mehr umgesetzt.

## Modellübersicht
| Jahr      | Modell  | Zylinder | Leistung (PS) | Radstand (cm) | Aufbau                |
| --------- | ------- | -------- | ------------- | ------------- | --------------------- |
| 1911      | Model A | 4        | 28,9          | 295           | Runabout              |
| 1911      | Model B | 4        | 28,9          | 295           | Tourenwagen           |
| 1912      | Model B | 4        | 28,9          | 295           | Tourenwagen           |
| 1912      | Model C | 4        | 28,9          | 295           | Runabout              |
| 1912      | Model D | 6        | 38,4          | 307           | Tourenwagen           |
| 1913–1915 | Model E | 4        | 32            | 307           | Tourenwagen, Runabout |
| 1913–1915 | Model G | 6        | 49            | 343           | Tourenwagen 7-sitzig  |